# Укурик
Укурик (бур. Үхэриг) — село в Хилокском районе Забайкальского края России. Административный центр и единственный населённый пункт Сельского поселения «Укурикское». Основано в 1930 году.

## География
Село находится в восточной части района, на правом берегу реки Хилок, на расстоянии примерно 98 километров (по прямой) к северо-востоку от города Хилок. Абсолютная высота — 890 метров над уровнем моря.
Климат
Климат характеризуется как резко континентальный, с продолжительной морозной зимой и коротким тёплым летом. Среднегодовая температура воздуха составляет −4,2 °С. Средняя многолетняя температура самого холодного месяца (января) составляет −27 — −25 °С (абсолютный минимум — −52 °С), температура самого тёплого (июля) — 16 — 17 °С (абсолютный максимум — 39 °С). Среднегодовое количество осадков — 439 мм.
Часовой пояс
Село Укурик находится в часовой зоне МСК+6. Смещение применяемого времени относительно UTC составляет +9:00.

## Население
| 2010 | 2012 | 2013 | 2014 | 2015 | 2016 | 2017 |
| ---- | ---- | ---- | ---- | ---- | ---- | ---- |
| 155  | ↘144 | ↘142 | ↘139 | ↘130 | →130 | →130 |
| 2018 | 2019 | 2020 | 2021 |      |      |      |
| ↘127 | ↘119 | ↘115 | ↘89  |      |      |      |

Половой состав
По данным Всероссийской переписи населения 2010 года в гендерной структуре населения мужчины составляли 54,8 %, женщины — соответственно 45,2 %.
Национальный состав
Согласно результатам переписи 2002 года, в национальной структуре населения буряты составляли 96 % из 150 чел.

## Инфраструктура
Действуют школа, клуб, библиотека и фельдшерско-акушерский пункт.

## Известные люди
- Намдаков, Даши Бальжанович — российский скульптор, художник-график, ювелир и дизайнер[18][19]. Член Союза художников России. Заслуженный художник Российской Федерации (2020).